# L'Émigrant (micronouvelle)
Pour les articles homonymes, voir L'Émigrant (homonymie) et El Emigrante.
L'Émigrant (El emigrante) est une micronouvelle de l'écrivain mexicain Luis Felipe Lomelí.

## Caractéristiques
« ¿Olvida usted algo? - ¡Ojalá! »
(« Oubliez-vous quelque chose ? - Pourvu que oui ! »)
Cette simple phrase constitue le plus court récit jamais écrit en langue espagnole. Avant la publication de L'Émigrant en 2005, le plus court récit de la littérature hispanique était Le Dinosaure, de l'écrivain guatémaltèque Augusto Monterroso.